# Terralba
Terralba (von terra und alba: weiße Erde) ist eine italienische Gemeinde (comune) mit 9633 Einwohnern (Stand 31. Dezember 2023) in der Provinz Oristano im Westen Sardiniens.

## Lage und Daten
Die Gemeinde liegt etwa 23 Kilometer südsüdöstlich von Oristano und etwa 70 Kilometer nordwestlich von Cagliari. Terralba grenzt im Süden an die Provinz Sud Sardegna. Der Ortsteil Marceddì liegt unmittelbar am Golf von Oristano. Geographisch wird die Gemeinde im Osten durch den Monte Arci und die Marmilla begrenzt. Südlich von Marceddì liegt der Stagno di Marceddì und der Stagno di San Giovanni, eine größere Meeresbucht, die von zahlreichen Tieren und Pflanzen wegen des hohen Salzgehaltes als Lebensraum bewohnt wird.
Mehrere Nachbargemeinden haben sich zur Unione dei Comuni del Terralbese zusammengeschlossen. Dies sind neben Terralba: Arborea, Marrubiu, San Nicolò d’Arcidano und Uras.

## Geschichte
Bereits in der Jungsteinzeit war die Gegend besiedelt. Schließlich gründeten die Karthager hier eine Siedlung, die griechisch als Neapolis (Neue Stadt) bezeichnet wurde. 238 vor Christus konnte diese Siedlung von den Römern erobert werden. Die heutige Siedlung Terralba geht auf eine Zerstörung der Siedlung durch die Sarazenen zurück, sodass vermutlich 1017 die Neugründung erfolgte. Vom 12. bis zum 16. Jahrhundert war Terralba Bischofssitz.

## Wirtschaft und Verkehr
Am Monte Arci gibt es Obsidianeinlagerungen, die abgebaut werden können.
Durch die Gemeinde führt die Strada Statale 126 in etwa parallel zur Strada Statale 131 westlich von der Gemeinde, die Oristano mit Cagliari verbindet. Mit den Nachbargemeinden besteht ein gemeinsamer Bahnhof (Marrubiu-Terralba-Arborea) an der nichtelektrifizierten Bahnstrecke Cagliari–Golfo Aranci Marittima.